# Liste der Kulturgüter in Pura
Die Liste der Kulturgüter in Pura enthält alle Objekte in der Gemeinde Pura im Kanton Tessin, die gemäss der Haager Konvention zum Schutz von Kulturgut bei bewaffneten Konflikten, dem Bundesgesetz vom 20. Juni 2014 über den Schutz der Kulturgüter bei bewaffneten Konflikten sowie der Verordnung vom 29. Oktober 2014 über den Schutz der Kulturgüter bei bewaffneten Konflikten unter Schutz stehen.
Objekte der Kategorie A sind auf Gemeindegebiet nicht ausgewiesen, Objekte der Kategorie B sind vollständig in der Liste enthalten, Objekte der Kategorie C fehlen zurzeit (Stand: 1. Januar 2023).

## Kulturgüter
| Foto |                                                                                              | Objekt | Kat. | Typ | Standort                                     | Beschreibung |
| ---- | -------------------------------------------------------------------------------------------- | --- | ---- | --- | -------------------------------------------- | ------------ |
| BW   | Datei hochladen · Wikidata zu Haus Crivelli (Q29884686)                                      | Casa Crivelli KGS-Nr.: 05691                                                                                       | B    | G   | Contrada vecchia cantonale 25 710886 / 93688 |              |
| ja   | Datei hochladen · Wikidata zu Pfarrkirche San Martino (Q3671067)                             | Pfarrkirche San Martino / Chiesa parrochiale di San Martino KGS-Nr.: 05692                                         | B    | G   | Scalinata San Martino 710814 / 93723         |              |
| BW   | Datei hochladen · Wikidata zu Monti Mondini, Kultstätte unbekannter Zeitstellung (Q29527502) | Monti Mondini, Kultstätte unbekannter Zeitstellung / Monti Mondini, luogo di culto di epoca incerta KGS-Nr.: 10536 | B    | F   | Croce del Sasso 709840 / 94020               |              |